# Megan Thee Stallion
Megan Thee Stallion, właśc. Megan Jovon Ruth Pete (ur. 15 lutego 1995 w Houston) – amerykańska raperka, piosenkarka i autorka tekstów. Po raz pierwszy zwróciła na siebie uwagę, gdy filmy z jej freestyle’ami stały się popularne na platformach społecznościowych takich jak Instagram.
Megan podpisała kontrakt z wytwórnią 300 Entertainment w 2018 roku, która wydała jej kolejne nagrania: mixtape Fever (2019), EPkę Suga (2020) oraz debiutancki album studyjny Good News (2020). Wszystkie te projekty znalazły się w pierwszej dziesiątce listy Billboard 200. W 2020 roku piosenkarka opublikowała singiel „Savage (Remix)”, z udziałem Beyoncé oraz jej nagrania znalazły się na singlu Cardi B „WAP”. Oba projekty zajęły pierwsze miejsce na amerykańskiej liście Billboard Hot 100, przy czym ten ostatni zapewnił Megan pozycję numer jeden na listach wyżej wymienionego tygodnika w kilku innych krajach.
W swojej karierze Megan Thee Stallion otrzymała kilka wyróżnień, w tym dwie nagrody BET, pięć BET Hip Hop Awards, dwie MTV Video Music Awards, Billboard Women in Music Award i trzy nagrody Grammy. Na sześćdziesiątej trzeciej dorocznej ceremonii rozdania nagród Grammy została pierwszą artystką hip hopową, która zdobyła tytuł Najlepszego Nowego Artysty od czasu Lauryn Hill w 1999 roku. W 2020 roku magazyn Time umieścił ją na swojej corocznej liście jako jedna ze 100 najbardziej wpływowych osób na świecie. W 2021 roku ukończyła Texas Southern University z tytułem licencjata w dziedzinie administracji zdrowotnej.

## Dzieciństwo i edukacja
Megan Jovon Ruth Pete urodziła się 15 lutego 1995 roku w San Antonio w Teksasie, a jej matka, Holly Aleece Thomas, natychmiast po urodzeniu przeniosła się do Houston. Thomas rapowała pod pseudonimem „Holly-Wood” i zabierała ze sobą córkę na sesje nagraniowe, zamiast umieszczać ją w żłobku. Pete wychowywała się w dzielnicy South Park w Houston, zanim przeniosła się z matką do Pearland w Teksasie w wieku czternastu lat, gdzie mieszkała do osiemnastego roku życia. Pete zaczęła swoją przygodę z rapem mając szesnaście lat. Kiedy powiedziała matce, że chce rapować, ta zażądała, aby córka wstrzymała się z muzyczną karierą do czasu osiągnięcia pełnoletności, tj. dwudziestego pierwszego roku życia. Matka dziewczyny uznała, że teksty które ona pisze, są zbyt sugestywne seksualnie jak na jej młody wiek. Pete uczęszczała do Pearland High School, którą ukończyła w 2013 roku. Gdy była w pierwszej klasie liceum, zmarł jej ojciec.
W 2013 roku, kiedy Pete była studentką Prairie View A&M University, zaczęła przesyłać filmy, na których sama „freestyle’owała” w mediach społecznościowych. Klip przedstawiający Pete walczącą z męskimi przeciwnikami w tzw. cypherze stał się viralem. Pomogło to jej zdobyć większą popularność oraz fanów śledzących ją w mediach społecznościowych. Wielbicieli swojej twórczości znalazła już w czasach studenckich, kiedy to prezentowała swoje freestyle na Instagramie. Nazywa swoich fanów hotties i przypisuje swojej hiperaktywnej rzeszy fanów jej wczesny sukces.
Przyjęła pseudonim sceniczny „Megan Thee Stallion”, ponieważ w okresie dojrzewania nazywano ją stallion [ogierem] ze względu na jej wzrost (ok. 178 cm) i „kształtną” sylwetkę. Takie zaokrąglone i „duże” kobiety na południu są potocznie nazywane ogierami.

## Kariera

### 2016–2017: Początki
W kwietniu 2016 roku Megan Thee Stallion wydała swój pierwszy singiel „Like a Stallion”. Następnie ukazały się małe mixtape’y dostępne tylko na SoundCloud Rich Ratchet (2016) i Megan Mix (2017). We wrześniu 2017 roku Megan Thee Stallion zadebiutowała jako profesjonalna solistka z komercyjnie wydaną EP-ką Make It Hot. Singiel z 2017 roku „Last Week in HTx” z EP-ki stał się jej najbardziej udanym singlem w tym czasie, gromadząc kilka milionów wyświetleń na YouTube. W 2017 roku Megan Thee Stallion wydała utwór „Stalli (Freestyle)”, jako przeróbkę piosenki muzyka XXXTentacion „Look at Me!”.
Mniej więcej w tym czasie Megan Thee Stallion była na przesłuchaniach, aby być członkiem obsady na Love & Hip Hop: Houston, jednak proponowany spin-off został odłożony na czas nieokreślony w czerwcu 2016 roku.

### 2018–2019:Tina SnoworazFever

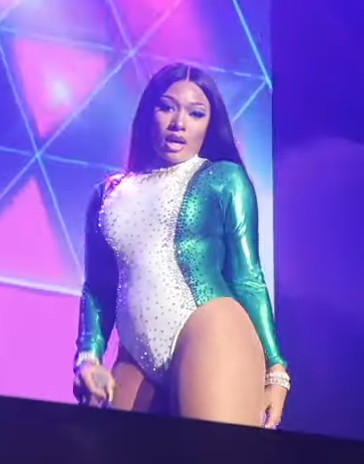
Megan Thee Stallion w Lagos w 2018.

Na początku 2018 roku Megan Thee Stallion podpisała kontrakt z 1501 Certified Entertainment, niezależną wytwórnią w Houston prowadzoną przez T. Farrisa i należącą do byłego gracza baseballowego Carla Crawforda. W czerwcu 2018 roku Megan Thee Stallion wydała pod szyldem wytwórni 10-piosenkowy EP zatytułowany Tina Snow. EP-ka została nazwana na cześć jej alter ego, „Tina Snow”, którą opisuje jako „bardziej surową wersję” siebie. Tina Snow została pozytywnie przyjęta przez krytyków. W listopadzie 2018 roku Megan Thee Stallion ogłosiła, że podpisała kontrakt z 300 Entertainment. To właśnie w tym czasie miała wspierać australijską raperkę Iggy Azalea na jej Bad Girls Tour wraz z cupcakKe, jednak trasa została później odwołana.
22 stycznia 2019 roku Megan Thee Stallion wydała „Big Ole Freak” jako singiel z jej EP Tina Snow, a także nakręciła teledysk do utworu. 15 kwietnia, „Big Ole Freak” znalazł się na 99 miejscu listy Billboard Hot 100, dając Megan Thee Stallion jej pierwsze wejście na liście przebojów, a później wspiął się na 65 miejsce. Fever, jej drugi mixtape, został wydany 17 maja 2019 roku. 21 maja 2019 roku wydała teledysk do utworu otwierającego album, „Realer”, który jest inspirowany stylem filmowym blaxploitation. 20 czerwca 2019 roku została ogłoszona jednym z jedenastu artystów włączonych do 12. edycji XXL „Freshman Class”. Jej freestyle w tzw. cypherze został pochwalony przez krytyków muzycznych. W lipcu 2019 roku Chance The Rapper wydał swój debiutancki album studyjny, The Big Day, a Megan Thee Stallion pojawiła się w utworze „Handsome”.
9 sierpnia 2019 roku Megan Thee Stallion wydała singiel „Hot Girl Summer” z udziałem amerykańskiej raperki Nicki Minaj i piosenkarza Ty Dolla Sign. Piosenka powstała jako hymn ruchu „hot girl summer”, który stał się viralem. Została nagrana po tym, jak Nicki Minaj i Megan Thee Stallion poprowadziły razem transmisję na żywo na Instagramie. Piosenka osiągnęła 11 miejsce na US Billboard Hot 100, stając się pierwszym singlem Megan Thee Stallion w top 20 i znalazła się na szczycie Rolling Stone 100. Tydzień później, Megan pojawiła się na kompilacyjnym albumie Quality Control: Quality Control: Control the Streets, Volume 2, na utworze „Pastor” obok Quavo i City Girls. We wrześniu 2019 roku Megan Thee Stallion podpisała umowę menedżerską z Roc Nation. W październiku 2019 roku stworzyła i wystąpiła w serialu grozy Hottieween, wyreżyserowanym przez Teyanę Taylor.

### 2020–2021:Suga, Good NewsorazSomething for Thee Hotties
W styczniu 2020 roku Megan Thee Stallion wydała singiel „Diamonds” z piosenkarką Normani, na ścieżkę dźwiękową filmu Ptaki nocy wydanego w tym samym roku. W tym samym miesiącu, ogłosiła swój debiutancki album Suga i wydała główny singiel „B.I.T.C.H.”. W lutym 2020 roku pojawiła się na singlu „Fkn Around” Phony Ppl i wystąpiła w programie The Tonight Show Starring Jimmy Fallon, wykonując „B.I.T.C.H.”. W następnym miesiącu ogłosiła, że jej debiutancki album został opóźniony w wyniku próby renegocjacji kontraktu z 1501 Certified. Stworzyła hashtag „#FreeTheeStallion”, aby podnieść świadomość problemu, zauważając, że „[nie] rozumiała niektórych sformułowań”, kiedy podpisywała początkowy kontrakt z 1501.
6 marca 2020 roku wydała EP-kę „Suga”, wbrew wytwórni, po tym jak sędzia wydał tymczasowy zakaz zbliżania się wytwórni do Megan. W tym samym miesiącu, piosenka „Savage” z EP-ki stała się viralem na TikTok, kiedy popularny użytkownik Keara Wilson użył jej do wideo wyzwania tanecznego, które zdobyło 15,7 miliona wyświetleń i 2,4 miliona polubień do 20 marca 2020 roku. Remiks z udziałem Beyoncé został wydany 29 kwietnia 2020 roku. Piosenka stała się pierwszym top 10 Megan thee Stallion w Stanach Zjednoczonych wkrótce po wydaniu remixu, ostatecznie stając się jej pierwszym numerem 1 na liście przebojów w kraju. „Savage” pomogło również zwiększyć sprzedaż albumu Suga, który wspiął się na 7 miejsce na liście Billboard 200. Wpływy z utworu zostały przekazane na rzecz organizacji non-profit Bread of Life z Houston, która zajmuje się pomocą mieszkańcom dotkniętym katastrofą COVID-19. Wydała piosenkę „Girls in the Hood” 26 czerwca 2020 roku, przed pojawieniem się na singlu Cardi B „WAP” i pojawieniem się w jej teledysku w sierpniu 2020 roku. „WAP” stał się jej drugim singlem numer jeden w USA, bijąc rekord dla największej liczby streamów dla piosenki w pierwszym tygodniu jej wydania w USA (93 miliony).
Megan Thee Stallion została globalną ambasadorką marki Revlon w sierpniu 2020 roku. Otrzymała swoją pierwszą w życiu nominację do Billboard Music Award, kiedy została nominowana w kategorii najlepsza rapowa artystka we wrześniu 2020 roku. Kilka dni później została umieszczona na corocznej liście Time 100 najbardziej wpływowych ludzi na świecie. Jej wpis do tego zestawienia skomponowała amerykańska aktorka Taraji P. Henson. Megan Thee Stallion zremisowała z Drakiem, kiedy otrzymała osiem nominacji na BET Hip Hop Awards 2020, w tym artysta roku, piosenka roku i album roku. Zremisowała również z Justinem Bieberem jako najczęściej nominowany muzyk podczas People’s Choice Awards 2020, zdobywając sześć nominacji. Megan Thee Stallion stała się również drugim najczęściej nominowanym artystą na American Music Awards 2020. W październiku 2020 roku wydała singiel „Don’t Stop” z udziałem rapera Young Thug i promowała go, wykonując go w 46. premierze sezonu Saturday Night Live. Tego wieczoru wykonała „politycznie naładowaną” wersję „Savage”, w której odniosła się do rasizmu, prokuratora generalnego Kentucky Daniela Camerona i wysłała wiadomość o znaczeniu ochrony czarnoskórych kobiet i ruchu Black Lives Matter. Kontynuowała pracę na rzecz tej sprawy, pisząc tzw. op-ed dla The New York Times zatytułowany „Why I Speak Up for Black Women”, który spotkał się z uznaniem. Megan Thee Stallion wystąpiła w filmie komediowym Sarah Cooper z 2020 roku: Everything’s Fine. Otrzymała cztery nominacje do 63. dorocznych nagród Grammy, w tym dla najlepszego nowego artysty i utwór roku za „Savage (Remix)”. Wygrała tę pierwszą kategorię, co uczyniło ją pierwszą raperką, która tego dokonała od czasu Lauryn Hill w 1999 roku, a także za najlepszą rapową piosenkę i najlepszy rapowy występ, obie dla „Savage (Remix)”.
13 listopada 2020 roku Megan Thee Stallion ogłosiła wydanie swojego debiutanckiego albumu studyjnego Good News, który został wydany 20 listopada 2020 roku. Razem z nim wydała swój czwarty singiel „Body”, jak również jego teledysk. Album zadebiutował na drugim miejscu na Billboard 200 i na pozycji numer 1 na Top R&B/Hip-Hop Albums z ponad 100,000 sprzedanymi jednostkami. 14 stycznia 2021 roku Megan Thee Stallion pojawiła się w remiksie singla Ariany Grande „34+35”, drugiego singla z jej szóstego studyjnego albumu Positions wraz z amerykańską piosenkarką i raperką Doja Cat. Teledysk do remiksu został później wydany 12 lutego 2021 roku. W czerwcu wydała singiel „Thot Shit” z teledyskiem, który wyśmiewa hipokrytyczny konserwatyzm. Megan Thee Stallion zdobyła najwięcej nagród na ceremonii BET Awards w 2021 roku z czterema statuetkami. Boyband BTS wydał remix singla „Butter” z udziałem raperki, który osiągnął numer trzy na Billboard Global 200. Prowadziła również w nominacjach do 2021 BET Hip Hop Awards wraz z Cardi B, z dziewięcioma każda; obie raperki zdobyły najwięcej nagród podczas ceremonii z trzema za „WAP”. Megan Thee Stallion pojawiła się na singlu DJ Snake’a „SG”, wraz z Ozuną i Lisą z Blackpink, wydanym w październiku. Megan wydała Something for Thee Hotties, kolekcję wcześniej niepublikowanych piosenek i freestyli, 29 października 2021 roku. Album kompilacyjny zadebiutował na piątym miejscu na US Billboard 200, stając się czwartym top 10 Megan Thee Stallion.
16 września 2021 roku Post Malone ogłosił lineup Posty Fest 2021 z Megan Thee Stallion jako jednym z wykonawców na festiwalu z siedzibą w Arlington w październiku przyszłego roku. Megan została uhonorowana jako jedna z Kobiet Roku Glamour w listopadzie. Megan zdobyła trzy nagrody na American Music Awards w 2021 roku, remisując z Doja Cat i BTS, jako najwięcej wygranych podczas tej nocy.
Megan Thee Stallion ukończyła Texas Southern University 11 grudnia 2021 roku. Krótko po tym Megan została uhonorowana nagrodą Bohatera 18. okręgu kongresowego Teksasu przez Rep. Sheila Jackson Lee za jej wysiłki filantropijne w Houston. W najbliższych dniach po ukończeniu studiów Megan podpisała ekskluzywną umowę First-Look Deal, w której będzie tworzyć i produkować treści wykonawcze, w tym seriale telewizyjne i inne projekty, dla Netflix.

## Życie prywatne
Megan Thee Stallion wspomina o kreolskich korzeniach w swoich piosenkach „Cocky AF” i „Freak Nasty”, a także w tweecie we wrześniu 2017 roku. Jej matka, Holly Thomas, zmarła w marcu 2019 roku z powodu długotrwałego nowotworowego guza mózgu, a jej babcia zmarła w tym samym miesiącu. Oprócz działania jako menedżer Megan, Holly i babcia Megan były głównym wpływem na jej decyzję o studiowaniu administracji zdrowotnej.
Ma sześć psów: trzy buldogi francuskie o imionach 4oe (wymawiane jako Four), Dos i Oneita, cane corso o imieniu X, pitbulla o imieniu Five i merla o imieniu Six.
Megan Thee Stallion potwierdziła swój związek z raperem Pardisonem Fontaine za pośrednictwem Instagram Live 19 lutego 2021 roku.

### Oskarżenia przeciwko Tory’emu Lanezowi o strzelaninę

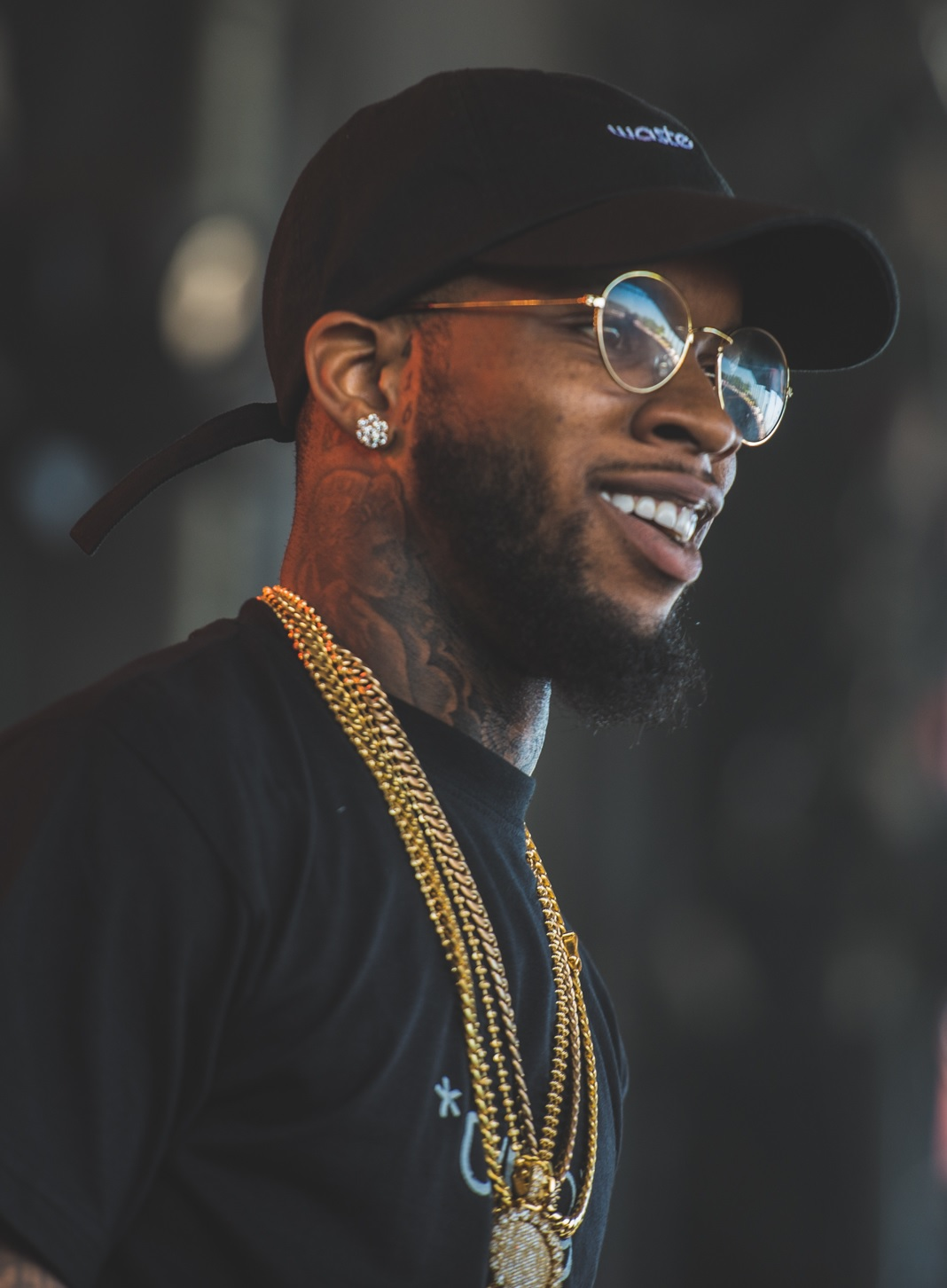
Tory Lanez (na zdjęciu w 2016 r.) został oskarżony o postrzelenie Megan w październiku 2020 r.

15 lipca 2020 roku Megan Thee Stallion oświadczyła, że doznała ran postrzałowych i że przeszła operację usunięcia kul. Jej oświadczenie było sprzeczne z wcześniejszym raportem TMZ, że zraniła stopę na rozbitym szkle trzy dni wcześniej, kiedy była w samochodzie z raperem Tory’m Lanezem i niezidentyfikowaną kobietą; samochód został zatrzymany przez policję, a Lanez został aresztowany pod zarzutem posiadania broni po przeszukaniu pojazdu. Megan została narażona na śmieszność, ponieważ wiele żartów na temat rzekomego strzelania krążyło w sieci. W dniu 27 lipca 2020 roku ujawniła, że została postrzelona w obie stopy i potępiła plotki i żarty w sesji Instagram Live, gdzie również opowiedziała o incydencie i płakała. W następnym miesiącu Megan twierdziła, że Lanez był osobą, która ją postrzeliła, mówiąc, że „nie powiedziałam policji, co się stało natychmiast tam, ponieważ nie chciałam umrzeć. „25 września 2020 roku Lanez wydał swój piąty album, Daystar, w którym odnosi się do zarzutów w prawie każdej piosence i zaprzecza, że postrzelił Megan, jednocześnie twierdząc, że ona i jej zespół „próbowali go wrobić”. Tego samego dnia, w oświadczeniu dla Variety, adwokat Megan, Alex Spiro, twierdził, że przedstawiciele Laneza od tego czasu próbowali rozpocząć „kampanię oszczerstw” przeciwko Megan, aby zdyskredytować jej zarzuty. Spiro oświadczył: „Zostaliśmy uświadomieni o zmanipulowanych wiadomościach tekstowych i wymyślonych kontach e-mail, które zostały rozpowszechnione w mediach w obliczonej próbie rozpowszechnienia fałszywej narracji na temat wydarzeń, które miały miejsce”. Zespół Laneza zaprzeczył temu, mówiąc, że zbada, kto stoi za fałszywymi e-mailami i podejmie odpowiednie działania. Megan Thee Stallion ujawniła również później, że zaoferowano jej pieniądze przez Laneza i jego zespół, aby milczeć w tej sprawie po incydencie.
8 października 2020 roku Lanez został oskarżony przez prokuratorów hrabstwa L.A. o rzekome postrzelenie Megan Thee Stallion. Oskarżenie Laneza zostało zaplanowane na 13 października; jednak zostało ono przesunięte na 18 listopada, po tym jak adwokat Laneza poprosił o odroczenie. Od tego czasu wydano nakaz ochronny wobec Laneza; ma on przebywać w odległości co najmniej 100 jardów od Megan i nie kontaktować się z nią. Nakazano mu również oddanie broni, którą posiada. W op-edzie dla The New York Times, opublikowanym 13 października 2020 roku, Megan odniosła się do zarzutu strzelania dalej, pisząc: „Czarnoskóre kobiety są nadal stale lekceważone w tak wielu dziedzinach życia. Niedawno padłam ofiarą aktu przemocy ze strony mężczyzny. Po imprezie zostałam dwukrotnie postrzelona, gdy od niego odchodziłam. Nie byliśmy w związku. Prawdę mówiąc, byłam w szoku, że znalazłam się w takim miejscu”. W przypadku skazania, Lanezowi może grozić maksymalny wyrok 22 lat i ośmiu miesięcy w więzieniu stanowym. Nie przyznał się do winy za napaść z użyciem półautomatycznego pistoletu ręcznego pod koniec listopada 2020 roku. W tym samym miesiącu Megan Thee Stallion wydała swój debiutancki album studyjny Good News, na którym otwieraczem albumu jest diss track „Shots Fired” skierowany w stronę Laneza. Piosenka zyskała uznanie, a wielu krytyków zauważyło, że sampluje i interpoluje piosenkę „Who Shot Ya?” The Notorious B.I.G. z 1995 roku. Megan Thee Stallion odniosła się również do rzekomej strzelaniny w swoim op-edzie dla The New York Times zatytułowanym „Why I Speak Up for Black Women”. 23 grudnia 2023 Lanez został uznany za winnego postrzelenia raperki, i skazany na 10 lat więzienia.

## Dyskografia
Albumy studyjne
- Good News (2020)
- Traumazine (2022)
- Megan (2024)

Mixtape’y
- Fever (2019)

### Składanki
- Something For Thee Hotties (2021)

Minialbumy (EP)
- Make It Hot (2017)
- Tina Snow (2018)
- Suga (2020)